# كأس ملك إسبانيا 1977–78
كأس ملك إسبانيا 1977–78 (بالإسبانية: Copa del Rey de fútbol 1977-78) هو الموسم 74 من كأس ملك إسبانيا. أشرف على تنظيمه الاتحاد الملكي الإسباني لكرة القدم، وكان عدد الأندية المشاركة فيه 174، وفاز فيه نادي برشلونة.